# حي المستقبل (حضرموت)
حي المستقبل هو أحد أحياء مدينة غيل باوزير في محافظة حضرموت اليمنية. يبلغ تعداد سكانه 27183 نسمة حسب التعداد السكاني في اليمن لعام 2004.